# La Membrolle-sur-Choisille
La Membrolle-sur-Choisille település Franciaországban, Indre-et-Loire megyében. Lakosainak száma 3270 fő (2022. január 1.). La Membrolle-sur-Choisille Charentilly, Fondettes, Mettray és Saint-Cyr-sur-Loire községekkel határos.

## Népesség
A település népességének változása:
| Lakosok száma | 1217 | 2569 | 2644 | 3049 | 3080 | 3220 | 3324 | 3300 | 3294 | 3270 |
|               | 1968 | 1982 | 1990 | 2006 | 2013 | 2015 | 2017 | 2019 | 2020 | 2022 |